# Val Gow
Valerie Gladys „Val“ Gow, geborene Valerie Gladys Johnson (* 8. März 1929; † 24. August 2012), war eine neuseeländische Badmintonspielerin. Ihre Tochter Alison Gow war ebenfalls im Badminton erfolgreich.

## Karriere
Val Gow wurde 1950 erstmals neuseeländische Meisterin, wo sie mit Heather Redwood am Start war. In den folgenden 15 Jahren war sie neben Redwood und Sonia Cox eine der bedeutendsten Akteurinnen im Badminton in Neuseeland. Bis 1964 gewann sie insgesamt zehn nationale Titel.

## Sportliche Erfolge
| Saison | Veranstaltung                     | Disziplin   | Platz | Name                          |
| ------ | --------------------------------- | ----------- | ----- | ----------------------------- |
| 1950   | Neuseeland: Einzelmeisterschaften | Damendoppel | 1     | Heather Redwood / Val Johnson |
| 1951   | Neuseeland: Einzelmeisterschaften | Mixed       | 1     | R. G. Pattinson / Val Johnson |
| 1951   | Neuseeland: Einzelmeisterschaften | Damendoppel | 1     | Heather Redwood / Val Johnson |
| 1952   | Neuseeland: Einzelmeisterschaften | Damendoppel | 1     | Heather Redwood / Val Gow     |
| 1958   | Neuseeland: Einzelmeisterschaften | Damendoppel | 1     | A. Butterworth / V. Gow       |
| 1959   | Neuseeland: Einzelmeisterschaften | Damendoppel | 1     | A. Butterworth / V. Gow       |
| 1960   | Neuseeland: Einzelmeisterschaften | Mixed       | 1     | J. E. Robson / V. Gow         |
| 1962   | Neuseeland: Einzelmeisterschaften | Damendoppel | 1     | J. E. Robson / V. Gow         |
| 1963   | Neuseeland: Einzelmeisterschaften | Damendoppel | 1     | J. E. Robson / V. Gow         |
| 1964   | Neuseeland: Einzelmeisterschaften | Damendoppel | 1     | J. E. Robson / V. Gow         |
| 1969   | Neuseeland: Einzelmeisterschaften | Mixed       | 1     | Richard Purser / Val Gow      |
| 1969   | Neuseeland: Einzelmeisterschaften | Damendoppel | 2     | Heather Robson / Val Gow      |
| 1970   | Neuseeland: Einzelmeisterschaften | Mixed       | 1     | Richard Purser / Val Gow      |